# 有栖川有栖
有栖川有栖（1959年4月26日—），本名上原正英，日本作家，生于日本大阪府。

## 生平
有栖川有栖是目前活跃于文坛的人气推理作家，现任「新本格推理作家俱乐部」会长，與綾辻行人和法月綸太郎並稱關西三大推理小說作家。他毕业于日本同志社大學法學系，大学期间加入了推理小说研究会。自1989年发表处女作《月光游戏》以来，先后发表了《孤岛之谜》、《双头恶魔》、《幽靈刑警》、《女王國之城》、《沉船的王妃》，以及最负盛名的“国名系列”小说等等，并且和日本漫画家麻麻原惠理依合作的推理漫画《火村英生的事件簿》、《红色的研究》及众多短篇也大受好评。
有栖川有栖参加的推理电视节目也经久不衰，台湾签售的时候也受到書迷的追捧。有栖川有栖是位兴趣广泛而且相当多产的作家。有栖川有栖的《马来西亚铁道之谜》荣获日本推理作家协会奖。

## 風格
有栖川有栖的写作风格诡异优美，有着日本传统文字的格律特点，身为新本格派的先锋人物，他注重推理的严密性和诡计的新奇，阅读中常常带来意想不到的刺激效果。并且由于文字功力深厚，在悬疑之外，也可以给予人们单纯由文风幽美所得到的愉悦的阅读享受。在他的笔下最著名的侦探是犯罪学者火村英生助教授，他的小说有几乎一半是以他为主角的。以及英都大學推理小說研究會會長江神二郎。他把自己的身分及名字加入火村英生與江神二郎兩部系列小說之間中，並取名為沃森。
他承袭自美国推理小说之父艾勒里·昆恩的解谜风格，让有栖川有栖赢得「日本的艾勒里·昆恩」的美誉，其最负盛名的“国名系列”小说就是他向偶像昆恩致敬的作品。而他笔下的侦探火村英生更被票选为日本最受女性欢迎的侦探之一。
但是阅读有栖川有栖对不懂得日文的读者来说，将会损失一定的乐趣。因为他继承自昆恩德解迷风格，常常在小说中设立大量的和日文文字特有特点有关的迷题，作为解决小说的关键。对于外国的读者或者不懂日文的朋友来说，阅读的乐趣都会有所减少。

## 著名作品列表

### 作家有栖系列
主要讲述火村英生——在本系列和国名系列的名侦探——的探案故事，作家有栖是他的助手。
火村英生是現任京都英都大學犯罪社會學副教授，34歲單身，初次登場的作品是《第46號密室》。屬於靈光一閃的天才型偵探，吸煙成癮，愛用的香煙品牌是骆驼牌香烟。
推理作家宮部美幸是他的爱好者，在《瑞典館之謎》的解說中說想嫁給他。

#### 系列作品列表
- 第46號密室（46番目の密室，長篇，2004年12月 小知堂(已絕版)／2017年2月 四季出版）
- （長篇）
- （長篇）
- （長篇）
- 黑暗旅馆（暗い宿，短篇集，2022年 北京工人出版社初版预定）
- 絶叫城殺人事件（短篇集）
- （中篇集）
- （長篇）
- 沉船的王妃（妃は船を沈める，2013年10月 獨步出版）
- 献给火村英生的犯罪（火村英生に捧げる犯罪，2018年 现代出版社出版）
- 菩提树庄园事件簿（菩提樹荘の殺人，2018年 现代出版社出版）
- （臨床犯罪学者・火村英生の推理 密室の研究）
- （臨床犯罪学者・火村英生の推理 暗号の研究）
- 怪奇小店（怪しい店，出版预定 中国工人出版社）

- 国名系列推理小说：
  - 俄羅斯紅茶之謎（ロシア紅茶の謎，短篇集）
    - 收錄作品：「動物園的暗號」「天棚的散步者」「紅色閃電」「Rune的指引」「俄羅斯紅茶之謎」「八角形圈套」

  - 瑞典館之謎（スウェーデン館の謎，長篇）
  - 巴西蝴蝶之謎（ブラジル蝶の謎，短篇集）
    - 收錄作品：「巴西蝴蝶之謎」「妄想日記」「是她？還是他？」「鑰匙」「食人瀑布」「蝴蝶飛舞」

  - 英國庭園之謎（英国庭園の謎，短篇集）
    - 收錄作品：「雨天決行」「龍膽紅一的疑惑」「三個日期」「完美的遺書」「胡言譫語的怪獸」「英國庭園之謎」

  - 波斯貓之謎（ペルシャ猫の謎，短篇集）
    - 收錄作品：「等待開膛手傑克」「笑月」「散布暗號的男人」「紅帽」「悲劇性」「波斯貓之謎」「貓、雨、副教授」

  - 馬來鐵道之謎（マレー鉄道の謎，長篇）
  - 瑞士手錶之謎（スイス時計の謎，中篇集）
  - 摩洛哥水晶之謎（モロッコ水晶の謎，中篇集）

### 江神二郎系列
- 月光遊戲─Y的悲劇'88─（月光ゲーム─Yの悲劇'88─，長篇．出道作）

月夜下，噴發濃煙與火山碎屑的山頂充滿令人驚惶的氣勢，
樹林中，受月光魔力催動的殺人鬼，緩緩揚起了手中鐮刀……
四個來自不同大學的團體在矢吹山的露營區邂逅，十七名青少年打破隔閡，愉快地度過了兩個夜晚。第三天清晨，一名成員下落不明，悲劇於焉展開——沉睡已久的休火山甦醒，搖撼大地，而每過一夜，便有一人死於殺人鬼手中。英都大學推理小說研究社也在這群年輕人之中，社長江神二郎，在學弟有栖川有栖的協助下，將如何揪出宣告結束行兇？他們一群人是否能逃離火山的魔掌？（錄自中譯本封底引言）
- 孤島之謎（孤島パズル，長篇）

與世隔絕的島嶼上，殺意的風景，漸漸逼近，
一場鬥智的拼圖遊戲，牽引出一段不為人知的秘密……
英都大學推理研究社的江神二郎社長、有栖川有栖和麻里亞三人，在暑假結伴到南海的嘉敷島上度假與尋寶。可惜天公不作美，偏偏遇上颱風，島上十三名人員被迫在此避難。一個風狂雨驟的夜晚，發生了一起離奇的意外，兩名旅客被來福槍擊中，無線電也遭到破壞，而接泊船隻三天後才能抵達。在這與世隔絕的孤島上，慘劇，陸續發生……（錄自中譯本封底引言）
- 雙頭惡魔（双頭の悪魔，長篇）

一場以香氣為基底的謀殺，是藝術的展現，
而偵探就是藝術的評論家！
藉著旅行散心的麻里亞，應朋友之邀前往四國，沒想到誤闖位在深山中的藝術村——木更村，更在此暫住。得知此事的英都大學推理研究社的社員們，決定進入木更村，帶回麻里亞，只是誰也沒想到，竟是死亡藝術的開端……（錄自中譯本封底引言）
- 女王國之城（女王国の城，長篇）

警戒森嚴的宗教城堡裡，發生了神祕的連續殺人事件，
現場留下的謎樣字句，究竟是「到訪者」的降臨，抑或是找出兇手的關鍵線索？
復仇之火繚繞著神聖的城堡，殺意正逐漸蔓延。
劃破夜空的燦爛煙火，為殺戮時刻揭開了序幕……
為了找尋失聯的江神二郎，有栖川一行人來到以觀測幽浮而聞名的神倉，
並循線進入當地一座宛如城堡、勢力龐大的宗教組織——人類協會。
此時，組織內竟發生駭人的殺人事件。
在嚴密監控的聖洞前，發現了一具遺體，現場只留下意味不明的神祕字樣，
城堡因此下令全面封鎖。然而，殺人事件仍持續上演……
究竟這一連串的殺人事件與十一年前未解的密室命案有何關聯？
英都大學推理研究社的成員該如何從層層的謎團中找出兇手，逃出這座血腥城堡的桎梏？（錄自中譯本封底引言）
- 江神二郎的洞察（江神二郎の洞察，短篇）

### 其他
- 魔鏡（マジックミラー）
- 山伏地藏坊的放浪（山伏地蔵坊の放浪）
  - 收錄作品：「鐵路支線與灰姑娘」「舉辦化妝舞會的豪宅」「崖上的教主」「毒之晚宴」「孤單死去」「破掉的玻璃窗」「天馬博士升天」
- 幻想運河
- ジュリエットの悲鳴
- 幽靈刑警（幽霊刑事）
- 作家小説
- まほろ市の殺人 冬―蜃気楼に手を振る
- 虹果村的密室之謎（虹果て村の秘密）
- 壁抜け男の謎
- 赤い月、廃駅の上に
- 幻坂

## 外部連結
- 有栖川有栖・創作塾 （页面存档备份，存于）
- 有栖川有栖データベース 有栖川探偵小説事務所 Archive.today的存檔，存档日期2013-04-27